# جین هی کیونگ
جین هی کیونگ (به کره‌ای: 진희경) (به انگلیسی: Jin Hee-kyung) زاده ۷ سپتامبر ۱۹۶۸ بازیگر و موسیقیدان اهل کره جنوبی است.

### گزیده فیلمشناسی
| سال  | عنوان            | نقش                               | شبکه |
| ---- | ---------------- | --------------------------------- | ---- |
| ۲۰۰۱ | عاشقان           | Hee-kyung                         | MBC  |
| ۲۰۰۵ | داستان عشق غمگین | Lee Mi-sook/Audrey, Hye-in's aunt | MBC  |
| ۲۰۰۶ | افسانه جومونگ    | Yeo Mi-eul                        | MBC  |